# Anke Preuß
Anke Preuß (Ratingen, 22 settembre 1992) è una calciatrice tedesca, portiere del Meppen.

## Carriera

### Club
Il 28 luglio 2016 l'AGSM Verona ha comunicato di aver raggiunto un accordo con Anke Preuß per la stagione 2016-2017. La sua avventura nel campionato italiano è durata un solo semestre e all'inizio del 2017 ha rescisso il contratto che la legava alla società veronese per tornare all'1. FFC Francoforte. Subito dopo si è accordata con il Sunderland, società che partecipa alla FA Women's Super League 1.
Durante il calciomercato estivo si trasferisce al Liverpool per la prima stagione della rinnovata FA Women's Super League.

### Nazionale
Preuß viene convocata dalla Federcalcio tedesca (DFB) per indossare la maglia della nazionale tedesca Under-16 all'edizione 2008 della Nordic Cup, facendo il suo esordio il 9 maggio 2008 nella partita persa per 1-2 con le avversarie della Norvegia. Con la U-16 gioca un'altra sola partita, sempre nel torneo.
Per una nuova convocazione, questa volta nella nazionale Under-20, deve aspettare il 13 febbraio 2012, quando il mister Maren Meinert la schiera in campo nell'amichevole di preparazione al Mondiale di categoria di Giappone 2012 vinta per 5-0 sulle avversarie della Svizzera.

## Palmarès
- Campionato tedesco di seconda divisione: 1

Hoffenheim: 2012-2013
- Coppa di Germania: 1

1. FFC Francoforte :2013-2014
- UEFA Women's Champions League: 1

1. FFC Francoforte :2014-2015